# Arrondissement Cholet
Arrondissement Cholet je francouzský arrondissement ležící v departementu Maine-et-Loire v regionu Pays de la Loire. Člení se dále na 9 kantonů a 78 obcí.

## Kantony
- Beaupréau
- Champtoceaux
- Chemillé
- Cholet-1
- Cholet-2
- Cholet-3
- Montfaucon-Montigné
- Montrevault
- Saint-Florent-le-Vieil